# Alfons van Poitiers
Alfons van Poitiers (Poissy, 11 november 1220 — Savona, 21 augustus 1271) was een Franse prins van het huis Capet. Alfons was graaf van Poitiers, graaf van Toulouse en markies-gemaal van Provence. Alfons was gehuwd met Johanna van Toulouse.

## Biografie
Alfons van Poitiers werd geboren als het tiende kind van koning Lodewijk VIII van Frankrijk en Blanca van Castilië. In 1229 sloot zijn moeder, die reeds regent was, het verdrag van Meaux en hierbij werd bepaald dat Alfons in het huwelijk moest treden met Johanna van Toulouse, de enige dochter van Raymond VII van Toulouse. In 1237 of 1241 werd het huwelijk uiteindelijk voltrokken.  
In 1248 nam hij samen met zijn broer Lodewijk IX van Frankrijk deel aan de Zevende Kruistocht. Zijn echtgenote Johanna ging mee op kruistocht. Na de inname van Damietta keerden zij terug naar Frankrijk (1250). In de tussentijd was zijn schoonvader Raymond VII van Toulouse overleden (1249). Lodewijk IX gaf aan Alfons het graafschap Toulouse in leen, dat hij samen met zijn echtgenote Johanna bestuurde. Deze leenoverdracht gebeurde tijdens de kruistocht.
Toen zijn moeder in 1252 overleed werd hij samen met zijn broer Karel van Anjou regent van Frankrijk in afwezigheid van hun oudste broer, Lodewijk IX. Lodewijk IX was nog steeds op kruistocht. Alfons had vervolgens ook een groot aandeel in de onderhandelingen die leidden tot het Verdrag van Parijs waarin Hendrik III van Engeland een groot deel van zijn continentale aanspraken opzegde. Alfons verbleef voornamelijk in Parijs en liet zijn functionarissen zijn gebieden besturen. Hij zorgde aldaar voor de weg tot centralisatie van de administratie waardoor zijn gebieden op termijn definitief deel uit konden gaan maken van het koninkrijk. 
Toen Lodewijk IX deelnam aan de Achtste Kruistocht bracht Alfons een groot geldbedrag bij elkaar en vergezelde zijn broer opnieuw op kruistocht. Tijdens de terugreis naar Frankrijk overleed hij echter, waarschijnlijk in Savona. Vier dagen later overleed ook zijn vrouw zonder kinderen achter te laten. Het parlement besliste daarop dat de gebieden van Alfons aan de kroon vervielen en niet aan zijn familie toekwamen.

## Kwartierstaat (voorouders)
| Lodewijk VII van Frankrijk (1120–1180) | Lodewijk VII van Frankrijk (1120–1180) | Lodewijk VII van Frankrijk (1120–1180) | Lodewijk VII van Frankrijk (1120–1180) | Lodewijk VII van Frankrijk (1120–1180) | Lodewijk VII van Frankrijk (1120–1180) | Adelheid van Champagne (ca. 1140-1206) | Adelheid van Champagne (ca. 1140-1206) | Adelheid van Champagne (ca. 1140-1206) | Adelheid van Champagne (ca. 1140-1206) | Adelheid van Champagne (ca. 1140-1206)  | Adelheid van Champagne (ca. 1140-1206)  |                                         |                                         | Boudewijn V van Henegouwen (ca. 1150-1195) | Boudewijn V van Henegouwen (ca. 1150-1195) | Boudewijn V van Henegouwen (ca. 1150-1195) | Boudewijn V van Henegouwen (ca. 1150-1195) | Boudewijn V van Henegouwen (ca. 1150-1195) | Boudewijn V van Henegouwen (ca. 1150-1195) | Margaretha van de Elzas (ca. 1140/45-1194) | Margaretha van de Elzas (ca. 1140/45-1194) | Margaretha van de Elzas (ca. 1140/45-1194) | Margaretha van de Elzas (ca. 1140/45-1194) | Margaretha van de Elzas (ca. 1140/45-1194) | Margaretha van de Elzas (ca. 1140/45-1194) |                                 |                                 | Sancho III van Castilië (ca. 1134-1158) | Sancho III van Castilië (ca. 1134-1158) | Sancho III van Castilië (ca. 1134-1158) | Sancho III van Castilië (ca. 1134-1158) | Sancho III van Castilië (ca. 1134-1158) | Sancho III van Castilië (ca. 1134-1158) | Blanca van Navarra (na 1133-1156)    | Blanca van Navarra (na 1133-1156)    | Blanca van Navarra (na 1133-1156)    | Blanca van Navarra (na 1133-1156)    | Blanca van Navarra (na 1133-1156) | Blanca van Navarra (na 1133-1156) |                                 |                                 | Hendrik II van Engeland (1133-1189) | Hendrik II van Engeland (1133-1189) | Hendrik II van Engeland (1133-1189) | Hendrik II van Engeland (1133-1189) | Hendrik II van Engeland (1133-1189) | Hendrik II van Engeland (1133-1189) | Eleonora van Aquitanië (1122/24–1204)               | Eleonora van Aquitanië (1122/24–1204)               | Eleonora van Aquitanië (1122/24–1204)               | Eleonora van Aquitanië (1122/24–1204)               | Eleonora van Aquitanië (1122/24–1204)               | Eleonora van Aquitanië (1122/24–1204)               |  |  |  |  |  |  |  |  |  |  |  |  |  |  |  |  |  |  |  |  |  |  |  |  |  |  |  |  |  |  |  |  |  |  |  |  |  |  |  |  |  |  |  |  |  |  |  |  |
| Lodewijk VII van Frankrijk (1120–1180) | Lodewijk VII van Frankrijk (1120–1180) | Lodewijk VII van Frankrijk (1120–1180) | Lodewijk VII van Frankrijk (1120–1180) | Lodewijk VII van Frankrijk (1120–1180) | Lodewijk VII van Frankrijk (1120–1180) | Adelheid van Champagne (ca. 1140-1206) | Adelheid van Champagne (ca. 1140-1206) | Adelheid van Champagne (ca. 1140-1206) | Adelheid van Champagne (ca. 1140-1206) | Adelheid van Champagne (ca. 1140-1206)  | Adelheid van Champagne (ca. 1140-1206)  |                                         |                                         | Boudewijn V van Henegouwen (ca. 1150-1195) | Boudewijn V van Henegouwen (ca. 1150-1195) | Boudewijn V van Henegouwen (ca. 1150-1195) | Boudewijn V van Henegouwen (ca. 1150-1195) | Boudewijn V van Henegouwen (ca. 1150-1195) | Boudewijn V van Henegouwen (ca. 1150-1195) | Margaretha van de Elzas (ca. 1140/45-1194) | Margaretha van de Elzas (ca. 1140/45-1194) | Margaretha van de Elzas (ca. 1140/45-1194) | Margaretha van de Elzas (ca. 1140/45-1194) | Margaretha van de Elzas (ca. 1140/45-1194) | Margaretha van de Elzas (ca. 1140/45-1194) |                                 |                                 | Sancho III van Castilië (ca. 1134-1158) | Sancho III van Castilië (ca. 1134-1158) | Sancho III van Castilië (ca. 1134-1158) | Sancho III van Castilië (ca. 1134-1158) | Sancho III van Castilië (ca. 1134-1158) | Sancho III van Castilië (ca. 1134-1158) | Blanca van Navarra (na 1133-1156)    | Blanca van Navarra (na 1133-1156)    | Blanca van Navarra (na 1133-1156)    | Blanca van Navarra (na 1133-1156)    | Blanca van Navarra (na 1133-1156) | Blanca van Navarra (na 1133-1156) |                                 |                                 | Hendrik II van Engeland (1133-1189) | Hendrik II van Engeland (1133-1189) | Hendrik II van Engeland (1133-1189) | Hendrik II van Engeland (1133-1189) | Hendrik II van Engeland (1133-1189) | Hendrik II van Engeland (1133-1189) | Eleonora van Aquitanië (1122/24–1204)               | Eleonora van Aquitanië (1122/24–1204)               | Eleonora van Aquitanië (1122/24–1204)               | Eleonora van Aquitanië (1122/24–1204)               | Eleonora van Aquitanië (1122/24–1204)               | Eleonora van Aquitanië (1122/24–1204)               |  |  |  |  |  |  |  |  |  |  |  |  |  |  |  |  |  |  |  |  |  |  |  |  |  |  |  |  |  |  |  |  |  |  |  |  |  |  |  |  |  |  |  |  |  |  |  |  |
|                                        |                                        |                                        |                                        |                                        |                                        |                                        |                                        |                                        |                                        |                                         |                                         |                                         |                                         |                                            |                                            |                                            |                                            |                                            |                                            |                                            |                                            |                                            |                                            |                                            |                                            |                                 |                                 |                                         |                                         |                                         |                                         |                                         |                                         |                                      |                                      |                                      |                                      |                                   |                                   |                                 |                                 |                                     |                                     |                                     |                                     |                                     |                                     |                                                     |                                                     |                                                     |                                                     |                                                     |                                                     |  |  |  |  |  |  |  |  |  |  |  |  |  |  |  |  |  |  |  |  |  |  |  |  |  |  |  |  |  |  |  |  |  |  |  |  |  |  |  |  |  |  |  |  |  |  |  |  |
|                                        |                                        |                                        |                                        | Filips II van Frankrijk (1165-1223)    | Filips II van Frankrijk (1165-1223)    | Filips II van Frankrijk (1165-1223)    | Filips II van Frankrijk (1165-1223)    | Filips II van Frankrijk (1165-1223)    | Filips II van Frankrijk (1165-1223)    |                                         |                                         |                                         |                                         |                                            |                                            | Isabella van Henegouwen (1170-1190)        | Isabella van Henegouwen (1170-1190)        | Isabella van Henegouwen (1170-1190)        | Isabella van Henegouwen (1170-1190)        | Isabella van Henegouwen (1170-1190)        | Isabella van Henegouwen (1170-1190)        |                                            |                                            |                                            |                                            |                                 |                                 |                                         |                                         |                                         |                                         | Alfons VIII van Castilië (1155-1214)    | Alfons VIII van Castilië (1155-1214)    | Alfons VIII van Castilië (1155-1214) | Alfons VIII van Castilië (1155-1214) | Alfons VIII van Castilië (1155-1214) | Alfons VIII van Castilië (1155-1214) |                                   |                                   |                                 |                                 |                                     |                                     | Eleonora van Engeland (1162-1214)   | Eleonora van Engeland (1162-1214)   | Eleonora van Engeland (1162-1214)   | Eleonora van Engeland (1162-1214)   | Eleonora van Engeland (1162-1214)                   | Eleonora van Engeland (1162-1214)                   |                                                     |                                                     |                                                     |                                                     |  |  |  |  |  |  |  |  |  |  |  |  |  |  |  |  |  |  |  |  |  |  |  |  |  |  |  |  |  |  |  |  |  |  |  |  |  |  |  |  |  |  |  |  |  |  |  |  |
|                                        |                                        |                                        |                                        | Filips II van Frankrijk (1165-1223)    | Filips II van Frankrijk (1165-1223)    | Filips II van Frankrijk (1165-1223)    | Filips II van Frankrijk (1165-1223)    | Filips II van Frankrijk (1165-1223)    | Filips II van Frankrijk (1165-1223)    |                                         |                                         |                                         |                                         |                                            |                                            | Isabella van Henegouwen (1170-1190)        | Isabella van Henegouwen (1170-1190)        | Isabella van Henegouwen (1170-1190)        | Isabella van Henegouwen (1170-1190)        | Isabella van Henegouwen (1170-1190)        | Isabella van Henegouwen (1170-1190)        |                                            |                                            |                                            |                                            |                                 |                                 |                                         |                                         |                                         |                                         | Alfons VIII van Castilië (1155-1214)    | Alfons VIII van Castilië (1155-1214)    | Alfons VIII van Castilië (1155-1214) | Alfons VIII van Castilië (1155-1214) | Alfons VIII van Castilië (1155-1214) | Alfons VIII van Castilië (1155-1214) |                                   |                                   |                                 |                                 |                                     |                                     | Eleonora van Engeland (1162-1214)   | Eleonora van Engeland (1162-1214)   | Eleonora van Engeland (1162-1214)   | Eleonora van Engeland (1162-1214)   | Eleonora van Engeland (1162-1214)                   | Eleonora van Engeland (1162-1214)                   |                                                     |                                                     |                                                     |                                                     |  |  |  |  |  |  |  |  |  |  |  |  |  |  |  |  |  |  |  |  |  |  |  |  |  |  |  |  |  |  |  |  |  |  |  |  |  |  |  |  |  |  |  |  |  |  |  |  |
|                                        |                                        |                                        |                                        |                                        |                                        |                                        |                                        |                                        |                                        | Lodewijk VIII van Frankrijk (1187–1226) | Lodewijk VIII van Frankrijk (1187–1226) | Lodewijk VIII van Frankrijk (1187–1226) | Lodewijk VIII van Frankrijk (1187–1226) | Lodewijk VIII van Frankrijk (1187–1226)    | Lodewijk VIII van Frankrijk (1187–1226)    |                                            |                                            |                                            |                                            |                                            |                                            |                                            |                                            |                                            |                                            |                                 |                                 |                                         |                                         |                                         |                                         |                                         |                                         |                                      |                                      |                                      |                                      | Blanca van Castilië (1188-1252)   | Blanca van Castilië (1188-1252)   | Blanca van Castilië (1188-1252) | Blanca van Castilië (1188-1252) | Blanca van Castilië (1188-1252)     | Blanca van Castilië (1188-1252)     |                                     |                                     |                                     |                                     |                                                     |                                                     |                                                     |                                                     |                                                     |                                                     |  |  |  |  |  |  |  |  |  |  |  |  |  |  |  |  |  |  |  |  |  |  |  |  |  |  |  |  |  |  |  |  |  |  |  |  |  |  |  |  |  |  |  |  |  |  |  |  |
|                                        |                                        |                                        |                                        |                                        |                                        |                                        |                                        |                                        |                                        | Lodewijk VIII van Frankrijk (1187–1226) | Lodewijk VIII van Frankrijk (1187–1226) | Lodewijk VIII van Frankrijk (1187–1226) | Lodewijk VIII van Frankrijk (1187–1226) | Lodewijk VIII van Frankrijk (1187–1226)    | Lodewijk VIII van Frankrijk (1187–1226)    |                                            |                                            |                                            |                                            |                                            |                                            |                                            |                                            |                                            |                                            |                                 |                                 |                                         |                                         |                                         |                                         |                                         |                                         |                                      |                                      |                                      |                                      | Blanca van Castilië (1188-1252)   | Blanca van Castilië (1188-1252)   | Blanca van Castilië (1188-1252) | Blanca van Castilië (1188-1252) | Blanca van Castilië (1188-1252)     | Blanca van Castilië (1188-1252)     |                                     |                                     |                                     |                                     |                                                     |                                                     |                                                     |                                                     |                                                     |                                                     |  |  |  |  |  |  |  |  |  |  |  |  |  |  |  |  |  |  |  |  |  |  |  |  |  |  |  |  |  |  |  |  |  |  |  |  |  |  |  |  |  |  |  |  |  |  |  |  |
|                                        |                                        |                                        |                                        |                                        |                                        |                                        |                                        |                                        |                                        |                                         |                                         |                                         |                                         |                                            |                                            |                                            |                                            |                                            |                                            |                                            |                                            |                                            |                                            |                                            |                                            |                                 |                                 |                                         |                                         |                                         |                                         |                                         |                                         |                                      |                                      |                                      |                                      |                                   |                                   |                                 |                                 |                                     |                                     |                                     |                                     |                                     |                                     |                                                     |                                                     |                                                     |                                                     |                                                     |                                                     |  |  |  |  |  |  |  |  |  |  |  |  |  |  |  |  |  |  |  |  |  |  |  |  |  |  |  |  |  |  |  |  |  |  |  |  |  |  |  |  |  |  |  |  |  |  |  |  |
|                                        |                                        |                                        |                                        |                                        |                                        |                                        |                                        |                                        |                                        |                                         |                                         |                                         |                                         |                                            |                                            |                                            |                                            |                                            |                                            |                                            |                                            |                                            |                                            |                                            |                                            |                                 |                                 |                                         |                                         |                                         |                                         |                                         |                                         |                                      |                                      |                                      |                                      |                                   |                                   |                                 |                                 |                                     |                                     |                                     |                                     |                                     |                                     |                                                     |                                                     |                                                     |                                                     |                                                     |                                                     |  |  |  |  |  |  |  |  |  |  |  |  |  |  |  |  |  |  |  |  |  |  |  |  |  |  |  |  |  |  |  |  |  |  |  |  |  |  |  |  |  |  |  |  |  |  |  |  |
| Filips van Frankrijk (1209-1218)       | Filips van Frankrijk (1209-1218)       | Filips van Frankrijk (1209-1218)       | Filips van Frankrijk (1209-1218)       | Filips van Frankrijk (1209-1218)       | Filips van Frankrijk (1209-1218)       |                                        |                                        | Lodewijk IX van Frankrijk (1214-1270)  | Lodewijk IX van Frankrijk (1214-1270)  | Lodewijk IX van Frankrijk (1214-1270)   | Lodewijk IX van Frankrijk (1214-1270)   | Lodewijk IX van Frankrijk (1214-1270)   | Lodewijk IX van Frankrijk (1214-1270)   |                                            |                                            | Robert I van Artesië (1216-1250)           | Robert I van Artesië (1216-1250)           | Robert I van Artesië (1216-1250)           | Robert I van Artesië (1216-1250)           | Robert I van Artesië (1216-1250)           | Robert I van Artesië (1216-1250)           |                                            |                                            | Alfons van Poitiers (1220-1271)            | Alfons van Poitiers (1220-1271)            | Alfons van Poitiers (1220-1271) | Alfons van Poitiers (1220-1271) | Alfons van Poitiers (1220-1271)         | Alfons van Poitiers (1220-1271)         |                                         |                                         | Isabella van Frankrijk (1225-1270)      | Isabella van Frankrijk (1225-1270)      | Isabella van Frankrijk (1225-1270)   | Isabella van Frankrijk (1225-1270)   | Isabella van Frankrijk (1225-1270)   | Isabella van Frankrijk (1225-1270)   |                                   |                                   | Karel I van Napels (1227-1285)  | Karel I van Napels (1227-1285)  | Karel I van Napels (1227-1285)      | Karel I van Napels (1227-1285)      | Karel I van Napels (1227-1285)      | Karel I van Napels (1227-1285)      |                                     |                                     | 2 jong overleden zusters en 6 jong overleden broers | 2 jong overleden zusters en 6 jong overleden broers | 2 jong overleden zusters en 6 jong overleden broers | 2 jong overleden zusters en 6 jong overleden broers | 2 jong overleden zusters en 6 jong overleden broers | 2 jong overleden zusters en 6 jong overleden broers |  |  |  |  |  |  |  |  |  |  |  |  |  |  |  |  |  |  |  |  |  |  |  |  |  |  |  |  |  |  |  |  |  |  |  |  |  |  |  |  |  |  |  |  |  |  |  |  |